# Gustne gensyn
Gustne Gensyn er et satireprogram fra 2006, der blev sendt på TV 2 Zulu. Glenn Thorsboe (Jonatan Spang) er vært på programmet, og præsenterer gamle TV-klip fra arkiverne. Klippene parodierer gammelt TV; helt fra 2. verdenskrig til 1998. Stort set alle roller spilles af de fem medvirkende komikere.
Dele af optagelserne blev foretaget med gammelt video- og lydoptagelsesudstyr.

## Medvirkende
- Jonatan Spang
- Brian Mørk
- Michael "MC" Christiansen
- Carsten Eskelund
- Christian Tafdrup

## Udsendelser
Mange af de fiktionelle TV-programmer var direkte parodier af rigtige udsendelser, her er nogle eksempler:
| Titel       | Jens Langkniv  | Moltzen Syndikatet | Gøran fra Sognet   | 1, 2, 3 - Vupti! | Hvis er det? | Pas På Hansen                    | Redda Fjotta - död eller levanda | Lørdags Halløj     | Humsedrengen | Ungdomsprogrammet Zoom | Ølkusken  | Lexitek |
| Parodierede | Gøngehøvdingen | Olsen-Banden       | Emil Fra Lønneberg | Jørgen Clevin    | Hvad er det? | (formentligt) Ka' De li' østers? | Rädda Joppe – död eller levande  | Dansk Naturgas mv. | Matador      | Ungdomsredaktionen     | Bryggeren | Vitek   |

Herudover indgår også parodier på besættelsen af "Allotria", flugt over Berlinmuren etc.